# Circonscription de Hawzien
La circonscription de Hawzien est une des 38 circonscriptions législatives de l'État fédéré du Tigré, elle se situe dans la Zone est. Son représentant actuel est Aregawi Atsbeha Hagos.